# Mały kotek Feliks i przyjaciele
Mały kotek Feliks i przyjaciele (jap. ベイビーフィリックス Beibī Firikkusu; ang. Baby Felix; 2000–2001) – japoński serial animowany z udziałem Kota Feliksa i jego syna o imieniu Feliks, który liczy 65 odcinków. Jest kontynuacją amerykańskiego serialu animowanego The Twisted Tales of Felix the Cat (1995-1997).
Obecnie w Polsce można go oglądać na DVD.

## Dubbing

### Japoński
- Mały kotek Feliks: Yumi Tōma
- Kot Feliks: Toshihiko Seki
- Marin Kitty: Ai Maeda
- Skippy: Motoko Kumai
- Mookie: Noko Konoha
- Mimi: Atsuko Enomoto
- Tattoo: Hisayo Mochizuki
- Bull: Tesshō Genda
- Rock Bottom: Kōichi Nagano
- Zoo: Kōichi Sakaguchi
- Profesor: Toshiyuki Morikawa
- Master Cylinder: Kōichi Nagano
- Poindexter: Kappei Yamaguchi
- Marty: Ryūsei Nakao
- Majorina: Rei Sakuma
- Komentator sportowy: Shōtarō Morikubo

### Polski
- Mały kotek Feliks: Jùlie Kramoka
- Kot Feliks: Miłogost Reczek
- Marin Kitty: Barbara Zielińska
- Skippy: Dominika Kluźniak
- Mookie: Wojciech Paszkowski
- Mimi: Emilia Krakowska
- Tattoo: Joanna Wizmur
- Bull: Adam Ferency
- Rock Bottom: Jim Cummings
- Zoo: Billy West
- Profesor: Jeff Bennett
- Master Cylinder: Maurice LaMarche
- Poindexter: Rob Paulsen
- Marty: Vince Corazza
- Majorina: Alicia Silverstone